# Drefféac
 Drefféac  es una población y comuna francesa, situada en la región de Países del Loira, departamento de Loira Atlántico, en el distrito de Saint-Nazaire y cantón de Saint-Gildas-des-Bois.

## Demografía
| 867 | 859 | 803 | 1145 | 1296 | 1322 |
| Para los censos de 1962 a 1999 la población legal corresponde a la población sin duplicidades (Fuente: INSEE [Consultar]) |     |     |      |      |      |